# سعيد قزاز
محمد سعيد أفندي بن مرزا مجيد بن الحاج أحمد القزاز هو سياسي عراقي شغل مناصب وزارية مختلفة في العهد الملكي في العراق. ولد في السليمانية في 1 كانون الثاني 1904 وأعدم شنقا في 20 أيلول 1959 بعد محاكمته ضمن محاكمات المحكمة العسكرية العليا الخاصة .
شغل مناصب مختلفة، حيث بدأ عمله موظفا بدائرة التفتيش الإداري في السليمانية في 20 كانون الثاني 1924، وفي 1927، شغل منصب مدير ناحية تانجرو في لواء السليمانية، نقل بعدها إلى لواء أربيل وعين مدير ناحية. بعدها عمل قائممقام في قضاء زاخو. نقل إلى بغداد وأصبح مدير الداخلية العام في الوزارة في 20 تموز 1941. بعدها شغل منصب متصرف (أي محافظ) لواء أربيل في 17 أيلول 1944، ثم متصرف لواء الكوت في 22 أيلول 1946 وكذلك متصرف لواء كركوك بعدها متصرف لواء الموصل في 26 حزيران 1949.
في 21 كانون الأول 1952، شغل منصب وزير الشؤون الاجتماعية في وزارة نور الدين محمود خلفا لماجد مصطفى. وفي 15 شباط 1953، كان أول عراقي يشغل منصب مدير للموانئ العراقية بعد احتكار الإنجليز لهذا المنصب منذ عام 1919، وبقي في هذا المنصب حتى 28 شباط 1954.
ثم شغل منصب وزير الداخلية في حكومات محمد فاضل الجمالي الثانية وأرشد العمري الثانية ووزارات نوري السعيد الثانية عشر والثالثة عشر والرابعة عشر ووزارة أحمد مختار بابان وهي آخر حكومات العهد الملكي.
سلم نفسه طواعية للسلطات بعد ثورة 14 تموز 1958، واتهم بتهم منها إسقاط الجنسية العراقية عن عدد من العراقيين وأمر بإطلاق النار على متظاهرين ضد تزوير انتخابات. وقبل صدور حكم الإعدام بحقه في محكمة المهداوي قال:
وعندما وصله خبر مفاده قيام زوجته بالتوسط لتخفيف الحكم عنه أرسل رسالة لها مضمونها عليها الاستعداد أن تكون أرملة وأنها طالق إذا تورطت بالسعي لتخفيف الحكم عنه. وأعدم شنقا في 20 أيلول 1959.

## كتب عنه
صدر عن المؤسسة العربية للدراسات والنشر ببيروت في العام 2001 كتابا بعنوان: «سعيد قزاز ودوره في سياسة العراق حتى عام 1959 م» للمؤلف عبد الرحمن إدريس البياتي، وهو رسالة ماجستير.